# Gedenkraam voor Paul Marinus van Baerdt van Sminia
Het gedenkraam voor Paul Marinus van Baerdt van Sminia is een oorlogsmonument in de Doelhôftsjerke in de Nederlandse plaats Oldeboorn.

## Achtergrond
Paul Marinus van Baerdt van Sminia was burgemeester van Utingeradeel en voorzitter van de veenpolder De Deelen. In de Tweede Wereldoorlog hielp hij neergestorte geallieerde piloten het land uitkomen en liet hij op 4 mei 1944 een gevangene uit de cel van het gemeentehuis in Akkrum ontsnappen. Van Sminia werd door verraad op 5 mei door de Duitse bezetter opgepakt.
Het glas-in-loodraam in de Doelhôftsjerke werd ontworpen door Johan Groenestein en vervaardigd door Atelier Bogtman.
Op 15 april 1948 werd het herdenkingsraam onthuld door de zonen Hobbe en Frans van Baerdt van Sminia.

## Beschrijving
Het raam toont een mannenfiguur die, terwijl hij door twee adelaren wordt aangevallen, een groep witte vogels vrijlaat. De twee adelaren symboliseren de Duitse bezetter en de witte vogels het bevrijde Nederlandse volk, evenals de gevangene die door de burgemeester uit zijn cel in het gemeentehuis werd losgelaten. De mannenfiguur staat voor het Nederlands verzet. Ook het familiewapen van Van Sminia wordt afgebeeld.
De tekst op het gedenkraam luidt:

ONS LEVEN  ZIJ ZIJN
STERVEN  WAARDIG
Jhr. Mr. MARINUS van BAERDT van SMINIA
* 27 MAART 1901 † 15 APRIL 1945.